# Eencellige braamroest
De eencellige braamroest (Kuehneola uredinis) is een plantenparasitaire schimmel, die behoort tot de familie Pucciniaceae. Hij veroorzaakt alleen stengel- en bladroest bij Rubus-cultivars of wilde en decoratieve bramensoorten. De levenscyclus bestaat uit de generatieve fase met spermogonia en aecia. De vegetatieve fase bestaat uit uredinia en telia.

## Kenmerken
Spermogonia
Spermogonia komen voor in juli-augustus en bevinden zich aan de bovenkant van de bladeren. Ze zijn puistvormig en hebben een diameter van 0,15-0,2 mm.
Aecia
Aecia komen voor in juli-augustus en groeien aan de bovenkant van het blad op bleekgele tot goudgele plekken. De sporen zijn kleurloos hebben een wand van 2 tot 2,5 μm dik en meten 19-23 × 18-20 μm. De aeciosporen kennen kiemrust en zijn in staat te overwinteren. 
Uredinia
Uredinia komen voor in april-mei en groeien aan de onderkant van het blad op bleek-goudgele plekken. Regelmatig bedekken ze het hele blad. Op het blad is de diameter 0,1 mm en op de stengels groter, namelijk 10 × 1-1,5 mm. De urediniosporen zijn dicht- en fijnwrattig tot fijnstekelig en hebben drie tot vier meest in het midden gelegen, onopvallende kiemporen. De sporenmaat is 21-27 × 16-19 μm en hebben een wand met een dikte van 1,5-2 μm. 
Telia
Telia komen voor in juli-oktober groeien aan de onderkant van het blad en zijn beperkt aanwezig. Ze zijn kussenvormig, snel naakt, geel tot wit van kleur en hebben een diameter van 0,1 tot 0,5 mm. Ze vloeien niet samen en staan in groepjes verspreid of geïsoleerd. De teliosporen zijn glad en hebben een kleurloze wand. De (2‑)5-7(‑12)-cellige ketens zijn 40-120 μm lang en individuele exemplaren meten 17-30 × 17-24 μm. De topcel heeft soms onregelmatige, vingerachtige uitstulpingen.

## Verspreiding
De eencellige braamroest komt voor in Europa, Noord-Amerika, Australië en Nieuw-Zeeland. In Nederland komt hij matig algemeen voor. Hij is niet bedreigd en staat niet op de rode lijst.

## Foto's

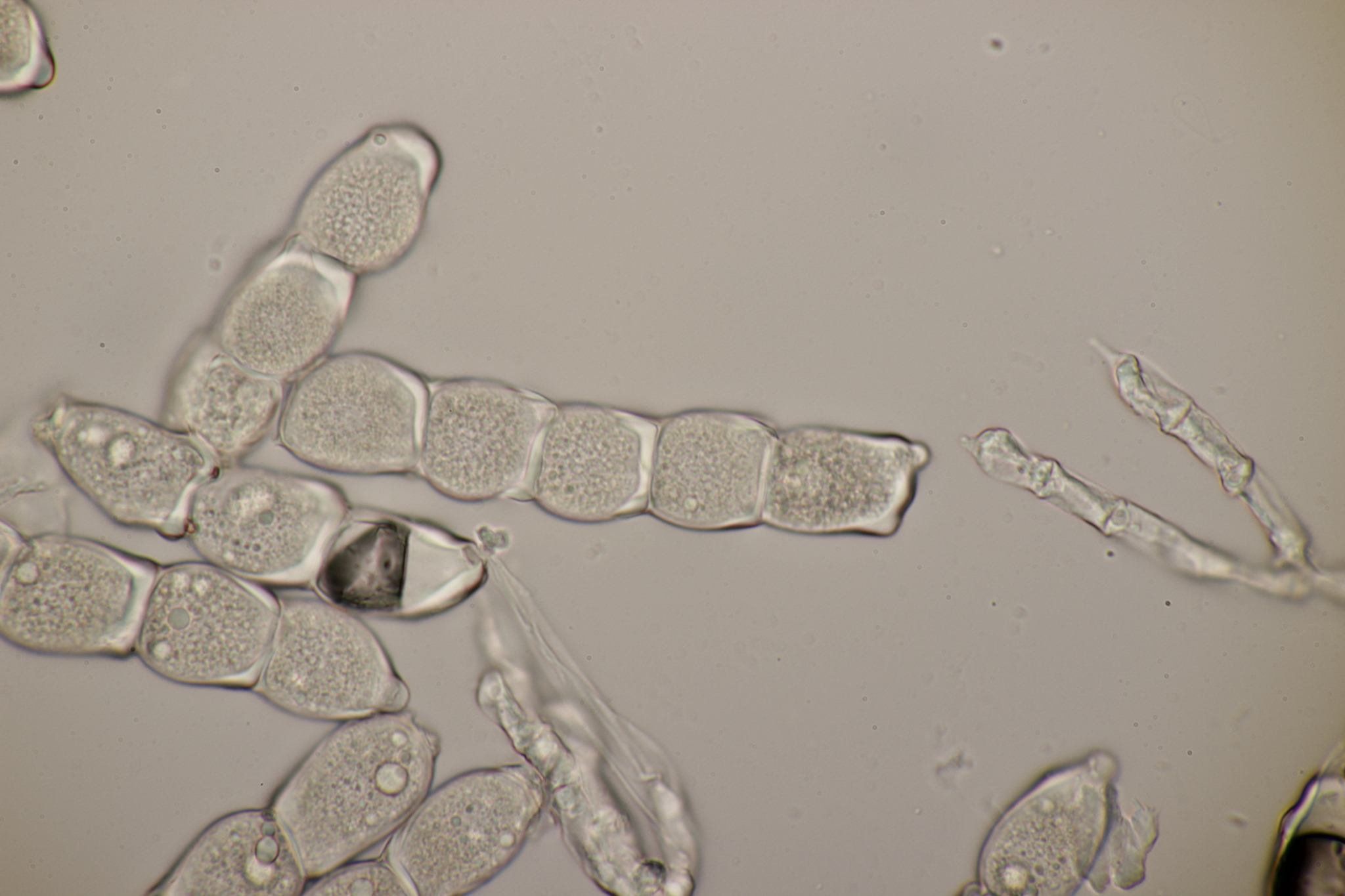
Teliosporen
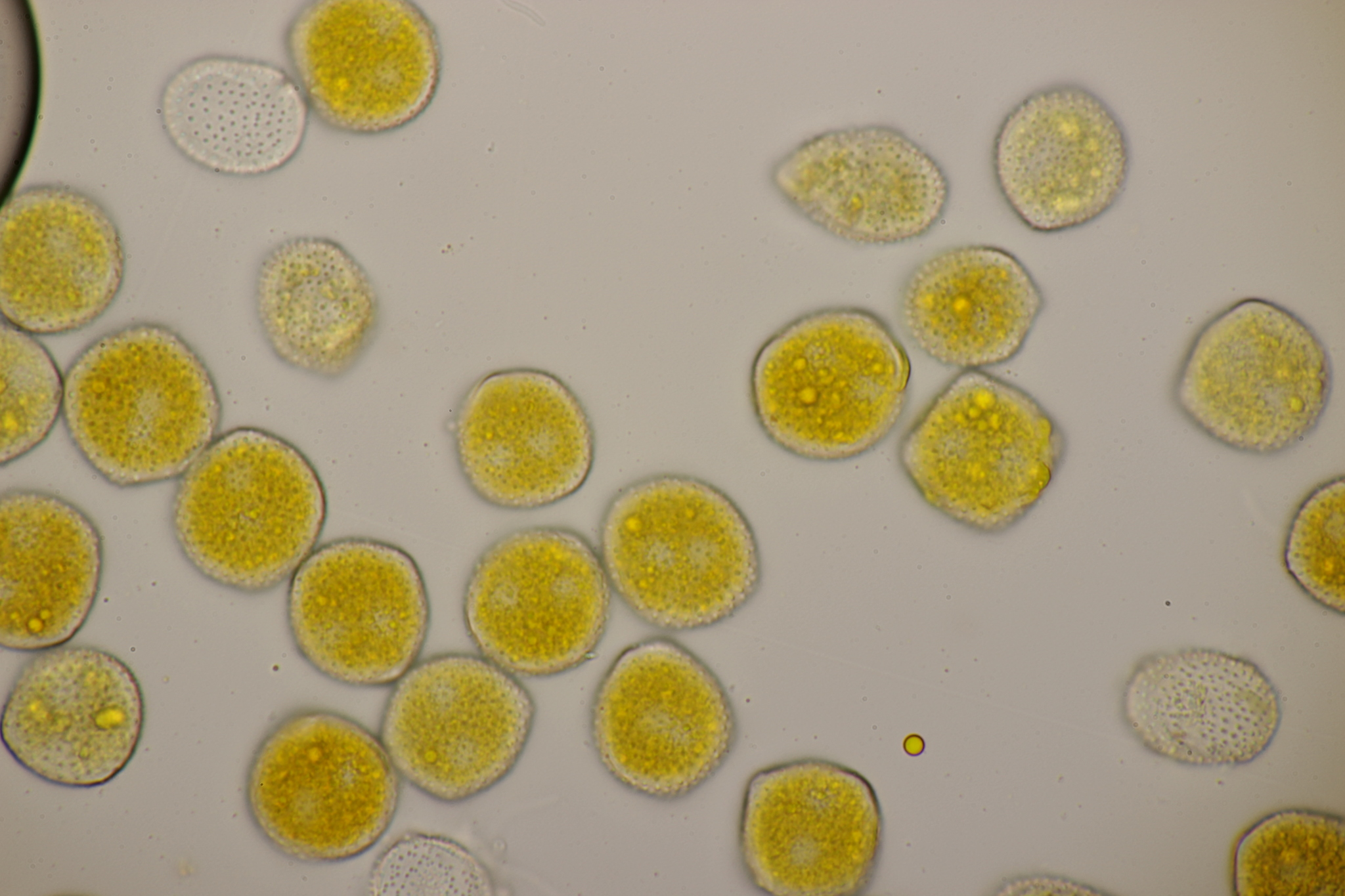
Urediniosporen
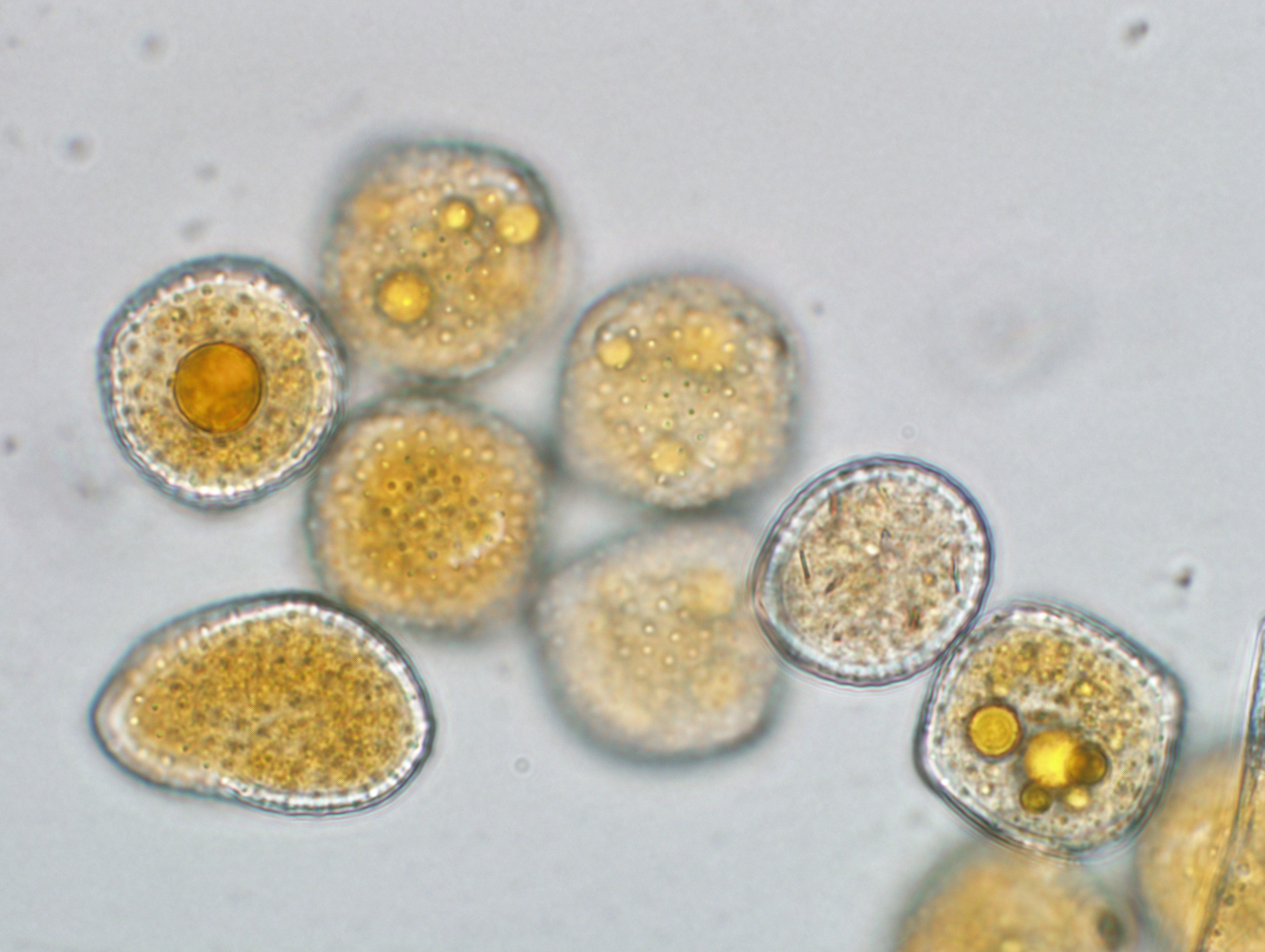
Urediniosporen